# Dobrogea
Dobrogea (på rumænsk) eller Dobrudzha (på bulgarsk) er et område i sydøst-Europa, delt mellem Rumænien og Bulgarien.

## Geografi
Dobrogea er begrænset af Donau til vest og nord, af Sortehavet til øst, og dele af Bulgarien til syd. Den nordlige del er bakket og tør (undtagen ved Donau), og den sydlige del er lavere og mere frugtig. Befolkningen er meget blandet, med rumænere nordpå, bulgarer sydpå, og tyrkiske og andre mindretal.
Dobrogea udgør hele Rumæniens kyst og havnebyen Constanța er landets største. Områdets eneste atomkraftværk findes i Cernavodă på Donau. Der er også flere badestrande og ferieområder.

## Historie
I oldtiden var der flere græske handelsbyer på kysten.
Indtil det 19. århundrede var Dobrogea underlagt Osmannerriget. I 1878 blev den nordlige del overgivet Rumænien og den sydlige del Bulgarien. I 1913 efter 2. Balkankrig overtog Rumænien hele området. Den sydlige del blev igen tabt til Bulgarien efter 2. verdenskrig. (se kort)